# Memorial Van Damme 2013
Memorial Van Damme 2013 – mityng lekkoatletyczny zaliczany do cyklu Diamentowej Ligi 2013, który odbył się 6 września w Brukseli.

## Rezultaty
Źródło:

### Mężczyźni
| Konkurencja:       | 1. miejsce        | Rezultat | 2. miejsce              | Rezultat | 3. miejsce                | Rezultat |
| 100 m              | Usain Bolt        | 9,80     | Michael Rodgers         | 9,90     | Nesta Carter              | 9,94     |
| 200 m              | Warren Weir       | 19,87    | Nickel Ashmeade         | 19,93    | Walter Dix                | 20,12    |
| 400 m              | Martyn Rooney     | 45,05    | Jonathan Borlée         | 45,05    | Matteo Galvan             | 45,35    |
| 800 m              | Mohammed Aman     | 1:42,37  | Nick Symmonds           | 1:43,03  | Ferguson Rotich Cheruiyot | 1:43,22  |
| 5000 m             | Yenew Alamirew    | 12:58,75 | Bernard Lagat           | 12:58,99 | Hagos Gebrhiwet           | 12:59,33 |
| 400 m przez płotki | Jehue Gordon      | 48,32    | Omar Cisneros           | 48,59    | Javier Culson             | 48,60    |
| Trójskok           | Teddy Tamgho      | 17,30 m  | Christian Taylor        | 16,89 m  | Will Claye                | 16,88 m  |
| Skok o tyczce      | Renaud Lavillenie | 5,96 m   | Konstantinos Filippidis | 5,74 m   | Augusto Dutra             | 5,74 m   |
| pchnięcie kulą     | Ryan Whiting      | 21,45 m  | Georgi Iwanow           | 20,95 m  | Ladislav Prášil           | 20,79 m  |
| Rzut oszczepem     | Tero Pitkämäki    | 87,32 m  | Vítězslav Veselý        | 86,67 m  | Antti Ruuskanen           | 83,64 m  |

### Kobiety
| Konkurencja:          | 1. miejsce              | Rezultat | 2. miejsce          | Rezultat | 3. miejsce           | Rezultat |
| 100 m                 | Shelly-Ann Fraser-Pryce | 10,72    | Alexandria Anderson | 10,97    | Carrie Russell       | 10,99    |
| 400 m                 | Natasha Hastings        | 50,36    | Amantle Montsho     | 50,41    | Antonina Kriwoszapka | 50,51    |
| 1500 m                | Abeba Aregawi           | 4:05,41  | Mercy Cherono       | 4:05,82  | Hellen Obiri         | 4:06,92  |
| 100 m przez płotki    | Dawn Harper-Nelson      | 12,48    | Sally Pearson       | 12,63    | Cindy Billaud        | 12,69    |
| 3000 m z przeszkodami | Milcah Chemos Cheywa    | 9:15,06  | Sofia Assefa        | 9:15,26  | Hiwot Ayalew         | 9:15,85  |
| Skok wzwyż            | Swietłana Szkolina      | 2,00 m   | Anna Cziczerowa     | 1,98 m   | Emma Green           | 1,96 m   |
| Trójskok              | Caterine Ibargüen       | 14,49 m  | Kimberly Williams   | 14,34 m  | Olha Saładucha       | 14,31 m  |
| Rzut dyskiem          | Sandra Perković         | 67,04 m  | Gia Lewis-Smallwood | 64,82 m  | Mélina Robert-Michon | 63,45 m  |